# 阿拉伯之夏
阿拉伯之夏（阿拉伯語：صيف العرب，羅馬化：Sayf al-Arab）是自2018年以來，在多個阿拉伯世界國家發生的一系列反政府活動。此次運動被視為是阿拉伯之春與阿拉伯之冬的延續。在這波反政府浪潮中，「其相似性與差異性更像是一次升級，而非重演阿拉伯之春。」廣泛的民主與人權訴求被升級成為日常的需求所取代，這些需求包括生活成本過高和高失業率等問題。

## 詞源
阿拉伯之夏在英文中又被稱為「第二次阿拉伯之春」（Second Arab Spring）或「新阿拉伯之春」（New Arab Spring），主要是基於此次反政府浪潮，是阿拉伯之春的延續，但為了與阿拉伯之春有所區分，因此又被稱為「阿拉伯之夏」（Arab Summer）。

## 背景
2019年10月，來自敘利亞的編輯作者Tesbih Habbal和Muzna Hasnawi在《The Nation》上寫道，2018年到2019年間，阿拉伯世界的反政府運動，從2018年12月的蘇丹開始，接著是2019年2月的阿爾及利亞，2019年9月和10月的埃及和伊拉克，以及2019年10月的敘利亞和黎巴嫩，構成了2010到2011年阿拉伯之春以及2012年至2018年阿拉伯之冬後的第三波運動。10月的敘利亞抗議者高舉標語寫道：“敘利亞—埃及—伊拉克：你們重燃了阿拉伯人民的精神，從大西洋到波斯灣！”Habbal和Hasnawi認為，這場運動「深刻改變了該地區的政治意識」，幫助人們克服了對政治活動的恐懼，並為挑戰專制政權樹立了關鍵的先例。他們指出，敘利亞10月的抗議活動「證明了即使是殘酷的鎮壓和暴政，也無法阻止抵抗的力量」。
他們還指出，這場新一波的抗議運動經常使用口號「Ash-shab yurid isqat an-nizam」（人民要求政權倒台），這個口號在2010年到2011年的阿拉伯之春中也曾出現過。這些抗議通常被認為是「反體制的」，並不是單純反對某一政策，而是針對整個政治體制。抗議的根本原因之一是大規模的失業，特別是年輕人失業問題，還有對許多阿拉伯政府政策的失望，對依賴國際援助來維持基本生活需求的不滿，對腐敗的反感，以及對化石燃料依賴的批評。所有這些因素加劇了對中東國家中普遍存在的封建政治體系的不滿。

## 各國影響

### 約旦哈希姆王國
2018年約旦哈希姆王國爆發大規模抗議運動，起初是由超過30個工會於2018年5月31日發起的一場全國性罷工，原因是約旦哈希姆王國首相哈尼·穆爾基政府向國會提交了一項新的稅收法案。這項法案是穆爾基政府自2016年以來，根據國際貨幣基金組織（IMF）的支持，推行的緊縮措施之一，旨在解決約旦日益增長的公債問題。儘管約旦在2011年阿拉伯之春後，未像其他國家一樣遭受大規模暴力衝突的波及，但其經濟卻因周邊局勢動盪以及大量敘利亞難民湧入而受到重創。此外，約旦還接納了大量伊拉克和巴勒斯坦難民，進一步加劇了國家財政的壓力。根據聯合國難民署的統計，約旦是全球每人擁有最多難民的第二大國。
罷工翌日，即5月31日，政府因應國際油價上漲，決定提高燃料和電力價格，這引發了大批抗議者湧向安曼的第四圓環廣場，該地靠近總理辦公室。當晚，來自全國各地的約旦民眾也紛紛集結，抗議政府的舉措，並且人數規模空前。6月1日，國王阿卜杜拉出面干預，指示暫停油價和電價上漲，政府雖同意，但表示這一決定將使國庫損失2000萬美元。抗議活動持續了四天，直到穆爾基在6月4日向國王提交辭呈，教育部長奧馬爾·拉扎茲接任成為新總理，抗議活動直到拉扎茲宣布將撤回新稅收法案後才結束。
這次抗議活動的主導者並非傳統的反對派團體，如穆斯林兄弟會或左翼勢力，而是來自中下層階級的民眾。儘管部分抗議者在幾個晚上縱火燒輪胎並封鎖道路，但整體抗議活動還是保持和平，且報導中傷亡人數不多。由於正值齋月，抗議多在日落後進行。

### 巴勒斯坦國
巴勒斯坦國的加薩省先後在2019年與2023年爆發經濟抗議活動，以「我們想要活下去」的口號作為標語，旨在抗議加薩地帶的高生活成本和稅收增加，要求政府減稅以及抑制通貨膨脹，最終在哈瑪斯伊斯蘭抵抗運動政府的武力鎮壓下結束。